# Amaea noguchii
Amaea noguchii is een slakkensoort uit de familie van de Epitoniidae. De wetenschappelijke naam van de soort is voor het eerst geldig gepubliceerd in 1990 door Habe & Osamu.